# Gubazes I
Gubazes I (en georgiano: გუბაზი; en griego: Γουβάζης) fue un rey de Lázica que reinó en los años 450 y 460. Sus relaciones con el Imperio romano están registradas por el historiador bizantino del siglo V Prisco de Panio.
Alrededor de 456 Gubazes trató de negociar una alianza con los persas sasánidas para liberarse del dominio romano. Como respuesta, en 456 el emperador oriental Marciano envió una expedición militar contra los lázicos, exigiendo a Gubazes que abdicara o depusiera a su hijo, con el que gobernaba conjuntamente, «ya que iba en contra de la tradición tener dos gobernantes conjuntos». Finalmente Gubazes abdicó a favor de su hijo y, en el año 466, hizo un viaje a Constantinopla, donde tuvo que hacer frente a los reproches del emperador León I, el sucesor de Marciano, aunque finalmente fue tratado de forma favorable y enviado de vuelta a su patria, donde parece que pudo reanudar su reinado. El historiador británico Norman H. Baynes en su The Life of Daniel The Stylite (1948) afirma que Gubazes acompañó a León a visitar al renombrado monje Daniel, quien impresionó mucho al rey lázico e incluso medió en un tratado entre los dos monarcas.

Mapa de Lázica en la Antigüedad tardía

Este período coincidió con una campaña iniciada contra Lázica por su vecino oriental, el rey Vajtang I de Iberia, que se narra en las Crónicas georgianas. Vajtang era por entonces vasallo sasánida y sus actividades en Lázica pueden haber sido una ayuda indirecta del sah sasánida, ofrecida anteriormente a Gubazes durante su ruptura con Roma.
Alrededor de 468 Gubazes, ayudado por los romanos, atacó la región montañosa pro-persa de Suania, que se había escindido del dominio lázico, pero, aparte de un par de fortalezas, no logró retomar el territorio. Su fracaso pudo deberse a la intervención de los íberos, ya que las Crónicas georgianas aluden a otra campaña, en este caso victoriosa, emprendida por Vajtang en Lázica en esta época.